# Schweizerische Gemeinnützige Gesellschaft

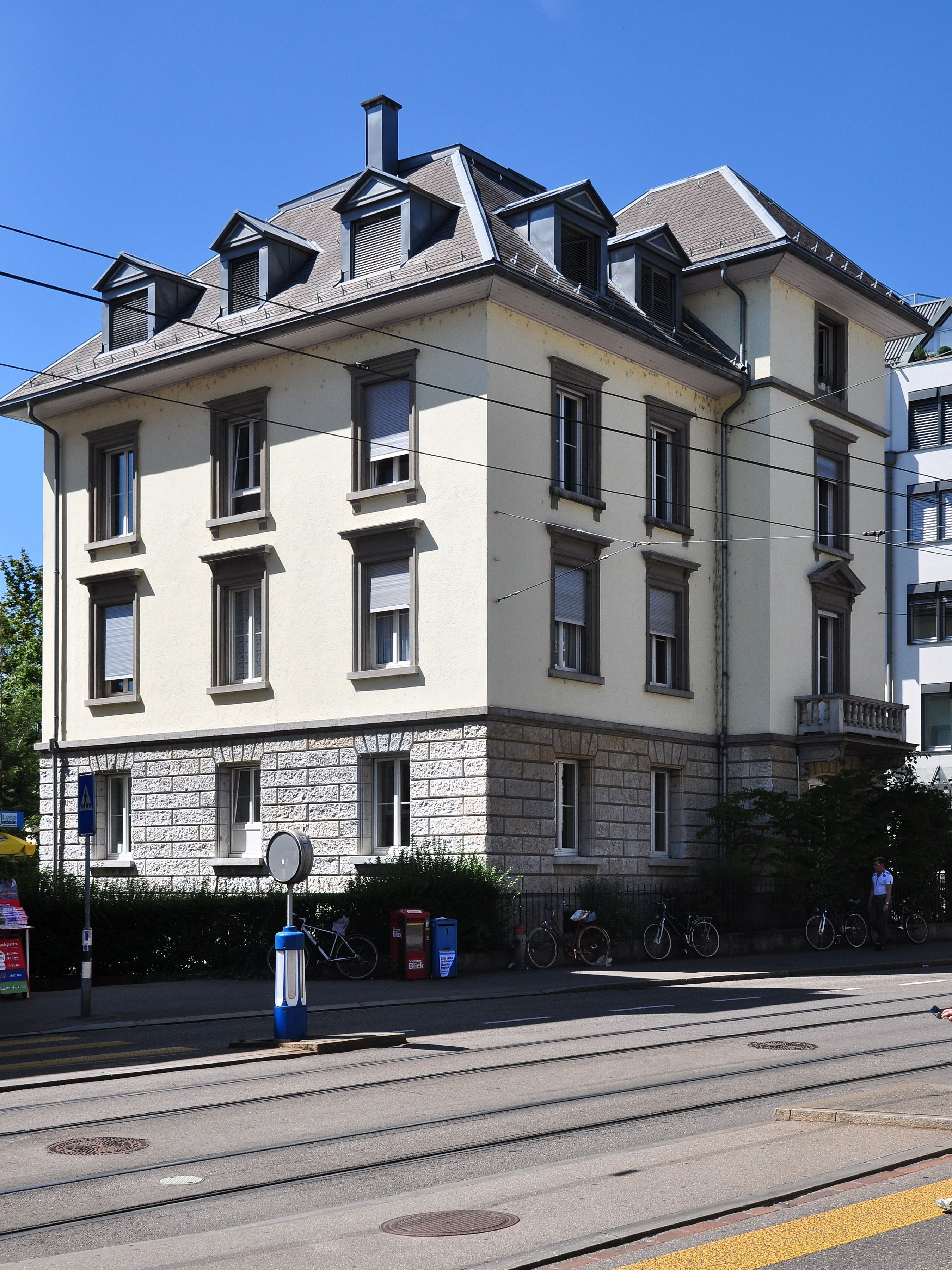
Geschäftssitz der SGG in Zürich-Unterstrass

Die Schweizerische Gemeinnützige Gesellschaft (SGG) ist eine Institution, die sich für eine aktive Zivilgesellschaft, den sozialen Zusammenhalt und eine lebendige Demokratie in der Schweiz einsetzt. Seit ihrer Gründung im Jahr 1810 engagiert sich die SGG in verschiedenen gesellschaftlichen und politischen Bereichen. Sie unterstützt neue gemeinnützige Initiativen, beteiligt sich an deren Finanzierung und begleitet deren Entwicklung. Zudem fördert sie den Austausch zwischen Akteuren aus Zivilgesellschaft, Politik und Wirtschaft.
Für die Entwicklung des schweizerischen Bundesstaates und dessen Gründung im Jahr 1848 war die SGG die wichtigste soziale und sozialpolitische Organisation der Schweiz. Die SGG war treibende Kraft bei der Gründung zahlreicher sozialer Organisationen.

## Tätigkeitsbereiche
Gemäss ihrem Vereinszweck ist die SGG bestrebt, die Zivilgesellschaft in der Schweiz zu stärken und die Solidarität zwischen unterschiedlichen gesellschaftlichen Gruppen zu fördern. Aktuell ist die Gesellschaft in den Bereichen der Volksbildung, der Volksgesundheit, der Volkswirtschaft und der Sozialen Arbeit tätig.
Die Aufgaben der SGG lassen sich wie folgt umschreiben:
- Die SGG behandelt aktuelle Themen zu sozial- und gesellschaftspolitischen Fragen.
- Die SGG setzt sich für das soziale und solidarische Verantwortungsgefühl der Bevölkerung ein.
- Die SGG leitet vier eigene thematische Programme: Das Programm Pro Futuris stärkt mit Dialog- und Teilhabeprojekten die demokratische Kultur der Schweiz[5]. Das Programm SeitenWechsel[6] fördert die soziale Führungskompetenz von Kaderpersonen durch Praktika in sozialen Institutionen. Für die Führungskräfte kann dies im Rahmen einer Intensivwoche oder eines eintägigen Workshops geschehen. Das Programm JobCaddie[7] bietet ehrenamtliches Mentoring an für Jugendliche im Übergang in die Arbeitswelt. Und das Programm Intergeneration[8] bringt lokal oder virtuell Institutionen und Projekte von Jung und Alt zusammen.
- Die SGG erforscht und fördert die Freiwilligentätigkeit in der Schweiz und publiziert regelmässig den Freiwilligenmonitor Schweiz.[9]
- Die SGG unterstützt Notleidende und soziale Projekte in der Schweiz.
- Die SGG lancierte 2014 einen Künstlerwettbewerb, um eine neue Schweizer Nationalhymne zu schaffen. Unter den 208 Beiträgen wählte die Öffentlichkeit online den Beitrag des Zürcher Gesundheitsökonomen Werner Widmer. Der neue Hymnentext beruht auf der Präambel der Schweizer Bundesverfassung. Sobald er in der Bevölkerung genügend populär sei, soll er bei den zuständigen Behörden mit der Bitte eingereicht werden, ihn zur neuen Nationalhymne zu bestimmen.[10][11][4] 2016 wurde der neue Text erstmals auf dem Rütli gesungen; laut einer Medieneinschätzung habe die SGG mit dem Text einen Teil des Parlaments entzürnt.[12] Anderseits fanden sich 2017 im Unterstützungskomitee auch vier ehemalige Mitglieder des Bundesrates.[13]

- Die SGG verwaltet seit 1860 das Rütli und organisiert dort jährlich eine Bundesfeier.[14]

## Geschichte

### Vereinsgründung
Die SGG verstand sich als Erbin der Helvetischen Gesellschaft und verfolgte aufklärerisch-patriotische Ziele nach dem Vorbild der 1777 gegründeten Gesellschaft für das Gute und Gemeinnützige Basel. Sie stellte die Gemeinwohlorientierung ins Zentrum und konzentrierte sich in den ersten Jahrzehnten auf die Armutsbekämpfung durch die Förderung von Bildung, Erziehung und wirtschaftlichem Fortschritt. Die liberal gesinnten Mitglieder der SGG, reformierter wie katholischer Herkunft, förderten ein reformorientiertes Diskussionsforum für die politischen, wirtschaftlichen und geistlich-seelsorgerischen Eliten und wirkten dadurch national integrierend und staatstragend.
Die SGG wurde 1810 in Zürich vom Freundeskreis des Zürcher Stadtarztes Hans Caspar Hirzel gegründet, der im Namen der Zürcher Hülfsgesellschaft zur Gründung eingeladen hatte. Unter dem Namen Schweizerische Gemeinnützige Gesellschaft SGG, Société suisse d‘utilité publique SSUP, Società svizzera di utilità pubblica, Società svizzra ad ütil public besteht seit dem 16. Mai 1810 ein Verein im Sinne von Artikel 60 ff.  des Schweizerischen Zivilgesetzbuches. Sein Sitz ist seit der Gründung in Zürich. Organisatorisch wandelte sich die SGG nach 1850 zunehmend zu einem national verankerten Verein.

### Gemeinnützigkeit im 19. Jahrhundert
Ab 1823 wurde an den SGG-Jahresversammlungen ähnlich einer heutigen Denkfabrik über konkrete Fragestellungen diskutiert, die von Mitgliedern empirisch vorbereitet wurden. Die dabei gehaltenen sozialpolitischen Referate und Diskussionsvoten wurden in den Verhandlungen der SGG und ab 1862 in der Schweizerischen Zeitschrift für Gemeinnützigkeit publiziert. Die praktische Umsetzung der in den Diskussionen entwickelten Ideen und Projekte erfolgte anfänglich durch lokale Akteure und wurde nach 1830 immer mehr durch eigene praktische Tätigkeit abgelöst.
An der Jahresversammlung 1823 brachte Johann Caspar Zellweger den Antrag ein, die Armut mit Bildung zu bekämpfen, wobei auch Wissen, Moral und Sittlichkeit gefördert werden sollten. Die rege Schuldebatte in der SGG ebnete den Weg für die liberale Schulreform, die sich ab den 1830er Jahren in der ganzen Schweiz durchsetzte. 1835 wurde von der SGG eine Kommission für Armenerziehung eingesetzt, die sich der Ausbildung von sogenannten Armenlehrern widmete. Mitte der 1850er Jahre konnte der SGG dank dem ersten grossen Legat das erste Schwyzer Lehrerseminar errichten lassen.
Ab 1828 hielt die SGG ihre Jahresversammlungen an verschiedenen Orten in der Schweiz ab, um Beziehungen und Bindungen zu stärken und den nationalen Zusammenhalt zu fördern. In den unruhigen 1840er Jahren förderte die SGG die friedliche Gesinnung und die Humanität, sie war ein Ort, an dem die politischen Gegner den Dialog ins Zentrum ihrer Bemühungen stellten.
Ihren ersten öffentlichen Auftritt hatte die SGG 1834 mit der Koordination der Geldsammlung für die Geschädigten einer grossen Unwetterkatastrophe im Voralpengebiet. Aus dieser Aktion heraus  entstand der Fonds für Elementarschäden, seit 2016 umbenannt in Fonds Suisse.

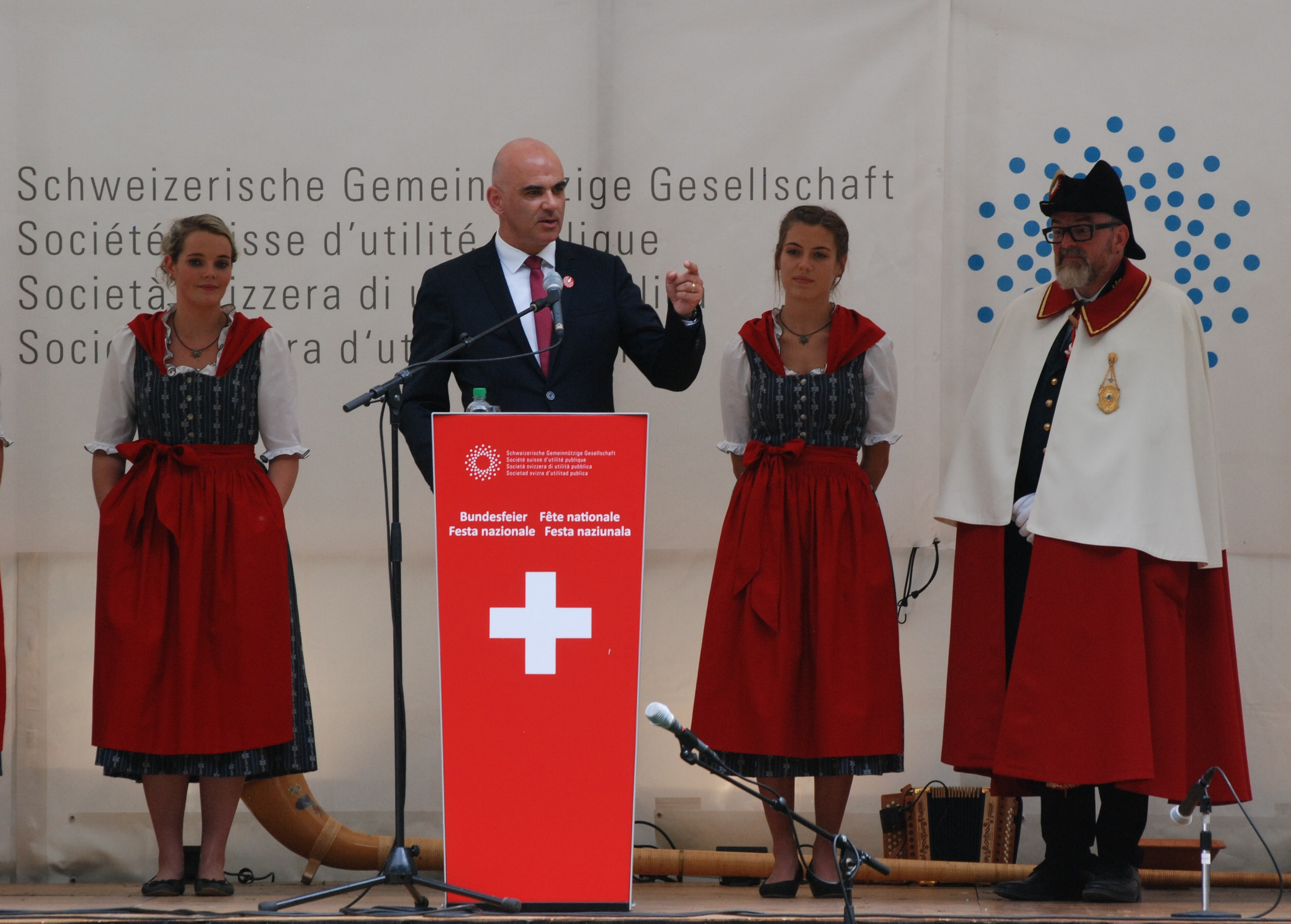
Bundespräsident Berset als Gast der SGG-Bundesfeier am 1. August 2018 mit Ehrendamen und Weibel vor dem Logo der SGG

Mit dem Kauf der Rütliwiese und der Schenkung an die Eidgenossenschaft von 1859 schuf sich die SGG einen nachhaltigen nationalen Bekanntheitsgrad. Im 19. Jahrhundert gründete und betrieb die SGG Erziehungs- und Besserungsanstalten (Hilfs- und Sonderschulen) und förderte die Berufsbildung, sie klärte über Gesundheits- und Ernährungsfragen auf und bekämpfte die Alkohol- und Spielsucht. 1901 initiierte die SGG den Fonds für die Hilfe bei nicht versicherbaren Elementarschäden.

### Wohlfahrtswerke im 20. Jahrhundert
Im 20. Jahrhundert gründete die SGG verschiedene private Wohlfahrtswerke: 1912 die Pro Juventute, 1917 die Pro Senectute, 1918 die Stiftung zur Förderung von Gemeindestuben und Gemeindehäusern und 1978 die Pro Mente Sana. Mit der Gründung und Unterstützung von Konferenzen sowie der Einrichtung eines Sekretariats im Jahre 1930 leistete sie einen Beitrag zur Verständigung in der Familienpolitik (Schweizerische Familienschutzkommission 1931, Pro Familia 1942), zur Koordination der privaten Wohlfahrtswerke und zur Professionalisierung der Sozialen Arbeit. Sie gab 1932 den Anstoss für die Schweizerische Landeskonferenz für soziale Arbeit (LAKO), die sich zunächst der Koordination der Flüchtlingshilfe annahm und 1942 die Gründung der Schweizer Berghilfe veranlasste. 1934 initiierte sie die Gründung der Zentralauskunftsstelle für Wohlfahrtsunternehmungen ZEWO.
Ab Mitte des 19. Jahrhunderts flossen der SGG finanzielle Mittel durch Schenkungen und Legate zu. Im 20. Jahrhundert stieg das verwaltete Vermögen kontinuierlich von 180'000 Fr. (1910) auf 5,7 Mio. Fr. (1980) bzw. 63 Mio. Fr. (2009). Dies ermöglichte ihr, die Vergabe von Subventionen und Einzelfallhilfe zu einem Schwerpunkt zu machen. Gleichzeitig schwand durch den Ausbau sozialstaatlicher Strukturen und die fehlende Integration der neuen sozialistisch orientierten Reformkräfte der politische Einfluss der wertkonservativ, wirtschaftsliberal und sozialstaatskritisch geprägten Denkfabrik.

### Neuorientierung im 21. Jahrhundert
In den 1990er Jahren setzte eine Neuorientierung ein, die zur verstärkten Förderung der Freiwilligenarbeit führte. Die SGG unterstützt unter anderem die Freiwilligen-App Five up, die zur Koordination von Freiwilligenarbeit entwickelt wurde. Diese wird gemeinsam von der SGG, vom Schweizerischen Roten Kreuz (SRK) und von Apps with love (AWL) getragen (bis 2021 unter Federführung der Gesellschaft Five up Community AG). Five up umfasst ein Front-End mit Native Apps und Web-App, die viersprachig (deutsch, französisch, italienisch, englisch) gestaltet sind, sowie ein Cloud-basiertes Back-End. Die Zahl der registrierten Nutzer stieg von der Freischaltung der App im Sommer 2018 bis Sommer 2021 auf über 100‘000, zumal sich vor allem zu Beginn der COVID-19-Pandemie ein grösserer Bedarf für die Koordinierung von Freiwilligen ergab. Five up gewann 2019 Gold in der Kategorie Enterprise bei Best of Swiss Apps.
Eine Kommission der SGG untersucht die Freiwilligenarbeit. Das freiwillige Engagement gehe in der Schweiz im Umfang nicht zurück, stellte der Geschäftsführer der SGG im Frühjahr 2023 fest. So seien 62 Prozent der Schweizer freiwillig engagiert, die Freiwilligenarbeit werde aber individualistischer und weniger langfristig und somit schwieriger und aufwändiger zu koordinieren.
Zur Neuorientierung gehörte der 2022 gestartete «Think+Do Tank» Pro Futuris, welcher neue demokratische Teilhabemöglichkeiten und neue Selbstbilder der Schweiz als «Sprechsaal der Nation» entwickeln sollte. Ausserdem hielt die SGG 2022 eine Debatte unter Think-Tanks zum Klimawandel ab.
Die im Jahr 2020 wegen der Covid-Pandemie zuerst verschobene, dann schriftlich durchgeführte Generalversammlung stimmte einer neuen Vereinsstruktur zu; der Vorstand war nun nicht mehr ein Ausschuss der aufzulösenden Zentralkommission. Als Koordinierungsstelle aller regionalen gemeinnützigen Organisationen entstand das Netzwerk Gemeinnützige Schweiz (NGS). Auf die gleiche Versammlung hin war das Amt des Präsidenten erstmals öffentlich ausgeschrieben worden, und anders als seine Vorgänger stand der Gewählte, Nicola Forster, im Berufsleben. Im Jahr 2021 fand wiederum keine Präsenz-Generalversammlung statt. Bei der nächsten Generalversammlung im Sommer 2022 wurden nicht alle Traktanden abgehandelt, weswegen es zu einer ausserordentlichen GV im November 2022 kam.
Als auf die GV 2023 hin zwei Vorstandsmitglieder, darunter die in den Bundesrat gewählte Elisabeth Baume-Schneider zu ersetzen waren, suchte der  Vermögensverwalter Jürg Kallay, da er die Wahlvorschläge nicht divers fand, selber Kandidierende wie den Ökonomie-Professor Reiner Eichenberger. Kallay hatte zuvor öffentlich den Vorwurf erhoben, die Vorstandsmitglieder stünden allesamt politisch links. Er räumte zudem ein, er habe auf diese Wahl hin seine Mitarbeiter mobilisiert, wie auch Jungpolitiker verschiedener Parteien. Während dieser Zeit kam es zu auffällig vielen neuen Anträgen um Mitgliedschaft, laut Keystone bis Anfang Mai rund 120. In der Aargauer Zeitung schrieb Christian Mensch von einem Putsch von Rechtsbürgerlichen. Der Vorstand sprach daraufhin von «verlorenem Vertrauen» und forderte von der Gesellschaftsversammlung die Abwahl von Jürg Kallay, zudem setzte er die Aufnahme von Neumitgliedern im Zusammenhang mit der «politisch motivierten Kampagne» aus. An der Gesellschaftsversammlung vom 17. Juni 2023 wurde Jürg Kallay abgewählt. Im Dezember 2023 erklärte Forster seinen Rücktritt per Juni 2024, nachdem der Vorstand die neue Strategie der SGG einstimmig verabschiedet und damit einen Meilenstein erreicht habe.
Die Gesellschafterversammlung vom 21. Juni 2024 wählte als neuen Präsidenten den Frauenfelder Stadtpräsidenten Anders Stokholm (FDP), der auch den Schweizerischen Städteverband führt.

## Organisation

### Vereinsziel
Gemäss ihrer Statuten ist die Förderung geistiger und materieller Volkswohlfahrt in der Schweiz Zweck und Aufgabe der Gesellschaft.

### Vereinsorgane / Gremien
Die Strukturen der SGG umfassen jährlich die Gesellschaftsversammlung aller Mitglieder, dazu kamen bis 2020 zwei Sitzungen der aus dreissig Mitgliedern und fünf permanenten Gästen bestehenden Zentral-Kommission (ZK). Die Zentral-Kommission wurde zu diesem Zeitpunkt durch ein für die Koordination der rund 50 regionalen Vereine zuständiges Netzwerk ersetzt.
In der SGG bestehen folgende Fach-Kommissionen: Ressourcen-Kommission (Finanzausschuss REKO), Kommission SeitenWechsel, Kommission Job Caddie, Kommission Forschung Freiwilligkeit (KFF), Rütli-Delegation (Rüdel) und Archiv-Kommission. Innerhalb  der SGG finden bis acht Sitzungen des Vorstands, zwei Sitzungen der Geschäftsprüfungskommission (GPK) statt sowie regelmässige Sitzungen der SGG-Geschäftsstelle und ihrer Programme und Projekte.

#### Kantonale und regionale Gemeinnützige Gesellschaften
Neben der Schweizerischen Gemeinnützigen Gesellschaft (SGG) sind in fast allen Kantonen eigenständige Gemeinnützige Gesellschaften entstanden. Die SGG arbeitet mit den kantonalen, regionalen und lokalen Gemeinnützigen Gesellschaften eng zusammen.
Die kantonalen und regionalen Gesellschaften sind historisch sehr unterschiedlich gewachsen und haben verschiedene Formen angenommen. Die Gesellschaft für das Gute und Gemeinnützige Basel ist in der Sozialpolitik des Kantons Basel-Stadt ein wichtiger Partner der öffentlichen Hand, ebenso die Gemeinnützige Gesellschaft des Kantons Zug. Die Bernische Ökonomische und Gemeinnützige Gesellschaft hat vor allem für die bäuerliche Bevölkerung des Kantons und darüber hinaus mit der Zeitung Schweizer Bauer eine grosse Bedeutung.
Die SGG regte in den 1830er Jahren die Bildung von Frauenvereinen an, die sich mit der Erziehung und Bildung der weiblichen Jugend befassten. Bis Mitte des 19. Jahrhunderts waren bereits 1.030 gemeinnützige Frauenvereine entstanden und 1888 wurde der Schweizerische Gemeinnützige Frauenverein SGF gegründet, der sich zunächst mit der Frage der hauswirtschaftlichen Bildung beschäftigte. Auslöser war die Not der Bevölkerung Ende des 19. Jahrhunderts mit Arbeitslosigkeit und kaum Ausbildungsmöglichkeiten für Frauen. Der Hauswirtschaftsunterricht wurde kombiniert mit der Hygienebewegung der Ärzte zum Wohle der Volksgesundheit. Der Verein förderte die Bemühungen, welche in den 1930er-Jahren zu einem Hauswirtschaftsobligatorium führten, der sogenannten «Rüebli-RS».

#### Präsidium SGG
- 1858–1859 Karl Styger
- 1859–1860 Franz Brunner
- 1893 Antonio Bossi
- 1989–1998 Heinrich Tuggener
- 1998–2007 Judith Stamm
- 2007–2011 Annemarie Huber-Hotz
- 2011–2020 Jean-Daniel Gerber
- 2020–2024 Nicola Forster
- seit 2024 Anders Stokholm

### Mitglieder
Die Mitgliederzahl betrug von 1860 bis 1890 rund 1000 Mitglieder, darunter Pfarrer, Exekutivpolitiker, Unternehmer, Gewerbetreibende und Bildungsexperten. Sie stieg durch Werbeaktionen nach 1920 auf 10.000 an. Im Jahr 2015 zählte die SGG 1200 natürliche und kollektive Mitglieder.

### Publikationen
Die SGG gab unter dem Titel Revue der Schweizerischen Gemeinnützigen Gesellschaft, Revue de la Société suisse d’utilité publique, Rivista della Società svizzera di utilità pubblica, Periodic svizzer ad ütil public eine Zeitschrift heraus, die vor allem allgemeine Fragen der Gemeinnützigkeit und Sozialen Arbeit behandelt. Im Jahr 2014 wurde die Revue ersetzt durch einen Online-Newsletter, der vier Mal jährlich auf Deutsch und Französisch an rund 5000 Personen und Organisationen verschickt wird. Der Jahresbericht wird in der Printversion den Mitgliedern zugestellt und zusammen mit der Jahresrechnung in der Webseite der SGG publiziert.